# Muraszombati egyházmegye
A Muraszombati egyházmegye  (latinul: Dioecesis Sobotensis, szlovénül: Škofija Murska Sobota) egy római katolikus egyházmegye Szlovéniában, melynek a püspöki székvárosa Muraszombat. Az egyházmegye a Maribori főegyházmegye szuffragán egyházmegyéje.

## Története
- 2006. április 7-én alapították az egyházmegyét. A területét a Maribori főegyházmegye területéből választották le.

## Püspökök
- - Peter Štumpf, S.D.B. megyéspüspök (2009. november 28-tól)
  - Marjan Turnšek megyéspüspök (2006. április 7. - 2009. november 28.); a Maribori főegyházmegye segédpüspökévé kinevezve, onnantól 2025. június 18-ig az egyházmegye apostoli kormányzója
  - Janez Kozinc ((kinevezett püspök) 2025. június 18-)

## Szomszédos egyházmegyék
- Maribori főegyházmegye (nyugat)
- Graz-Seckaui egyházmegye (északnyugat)
- Szombathelyi egyházmegye (északkelet)
- Varasdi egyházmegye (dél)

## Fordítás
- Ez a szócikk részben vagy egészben  a   Roman Catholic Diocese of Murska Sobota című angol Wikipédia-szócikk fordításán alapul.  Az eredeti cikk szerkesztőit annak laptörténete sorolja fel. Ez a jelzés csupán a megfogalmazás eredetét és a szerzői jogokat jelzi, nem szolgál a cikkben szereplő információk forrásmegjelöléseként.